# クララ・スヴェンソン
クララ・スヴェンソン（Klara Svensson、女性、1987年10月15日 - ）は、スウェーデンのプロボクサーである。WBC女子世界スーパーライト級・ウェルター級暫定王者。2階級制覇王者。

## 来歴
アマチュア時代、世界選手権で2006年に銀メダル、2008・2010年の2大会連続銅メダルを獲得。
2011年6月11日、ドイツでプロデビュー。
2012年5月11日、プロ5戦目初タイトルとなるWBFライトウェルター級王座獲得。
2012年9月28日、WIBF世界ジュニアウェルター級王座獲得。
2013年2月22日、WBC女子世界スーパーライト級シルバー王座獲得。
2013年10月19日、試合の拠点をデンマークに移し最初の試合を判定勝利。
2014年9月13日、Marie RiedererとWBC女子世界スーパーライト級暫定王座を争い、3-0判定で勝利し、14戦全勝で暫定王座獲得。
2014年11月29日、ルシア・モレッリを迎え初防衛戦を行い、判定で初防衛成功。
2015年5月2日、WBC女子世界スーパーライト級王者のエリカ・ファリアスと団体内王座統一戦を行うも、プロ初黒星となる0-3判定で敗れスヴェンソンの暫定王座はファリアスの正規王座に吸収される形で消滅した。
2016年9月10日、元WBC女子世界スーパーウェルター級王者のミカエラ・ローレンとWBC女子世界ウェルター級暫定王座決定戦を行い、3-0判定で勝利し暫定王座を獲得、暫定で2階級制覇を果たした。
2017年2月24日、女子世界ウェルター級四団体統一王者のセシリア・ブレークフスと王座統一戦を行うも、0-3判定で敗れスヴェンソンの暫定王座はブレークフスの正規王座に吸収される形で消滅した。

## 戦績
- 20戦 18勝 6KO 2敗

## 獲得タイトル
- WBF女子世界ライトウェルター級王座
- WIBF女子世界ジュニアウェルター級王座
- WBC女子世界スーパーライト級シルバー王座
- WBC女子世界スーパーライト級暫定王座（防衛1）
- WBC女子世界ウェルター級暫定王座（防衛0）